# Удрас, Иозас Юргио
Иозас Юргио (Юрьевич) Удрас (лит. Juozas Ūdras; 14 февраля 1925, Жвикай, Паневежский уезд, Литва, — 24 мая 1991, Москва, СССР) — советский фехтовальщик.

## Биография
С декабря 1941 года — участник Великой Отечественной войны.
Демобилизовался в апреле 1947 года в звании старшего лейтенанта, после чего начал заниматься фехтованием.
Выступал за «Жальгирис» (Вильнюс) и «Буревестник» (Московская область). Мастер спорта СССР, заслуженный тренер СССР, судья международной категории.
В 1952 году участвовал в летних Олимпийских играх (в личном первенстве по фехтованию на шпагах выбыл в 1/8 финала, в командном первенстве выбыл в 1-м круге), а также занял третье место на чемпионате СССР.
В 1953—1955 годах трижды становился чемпионом СССР в личном первенстве.
В 1956 году вновь вошел в состав олимпийской сборной (в личном первенстве выбыл в 1/8 финала, в командном — в полуфинале), а также занял второе место на чемпионате СССР.
В следующем году занял третье место на чемпионате СССР.
Закончив выступления, перешел на тренерскую и судейскую работу — в частности, обслуживал три Олимпиады:
- 1960 — 13 поединков;
- 1976 — 12 поединков;
- 1980 — 3 поединка.

Похоронен на Хованском кладбище.